# Двустранен монопол
Двустранен монопол или билатерален монопол е състояние на пазара, когато на него има едновременно монопол (1 продавач) и монопсон (1 купувач).
При такова състояние пазарната цена и другите условия се определят от силата и способностите за договаряне от страна на купувача и продавача. Двустранен монополен модел често е използван при ситуации, при които цените на превключване и за двете страни са възпиращо високи.